# Begonia sandtii
Begonia sandtii là một loài thực vật có hoa trong họ Thu hải đường. Loài này được Houghton ex Ziesenh. mô tả khoa học đầu tiên năm 1969.